# Martin Linnes
Martin Linnes (Sør-Odal, 20 de septiembre de 1991) es un futbolista noruego que juega de defensa en el Molde FK de la Eliteserien. Es internacional con la selección de fútbol de Noruega.

## Selección nacional
Linnes debutó con la selección de fútbol de Noruega en 2013, logrando su primer gol con el combinado nacional el 5 de octubre de 2017, en la victoria de Noruega por 8-0 frente a la selección de fútbol de San Marino. 
Con Noruega disputó también la Liga de Naciones de la UEFA 2018-19.

## Clubes
| Club              | País    | Año       |
| ----------------- | ------- | --------- |
| Kongsvinger IL    | Noruega | 2010-2011 |
| Molde FK          | Noruega | 2012-2016 |
| Galatasaray S. K. | Turquía | 2016-2021 |
| Molde FK          | Noruega | 2021-     |

## Palmarés

### Títulos nacionales
| Título               | Club              | País    | Año  |
| -------------------- | ----------------- | ------- | ---- |
| Tippeligaen          | Molde FK          | Noruega | 2012 |
| Copa de Noruega      | Molde FK          | Noruega | 2013 |
| Copa de Noruega      | Molde FK          | Noruega | 2014 |
| Copa de Turquía      | Galatasaray S. K. | Turquía | 2016 |
| Supercopa de Turquía | Galatasaray S. K. | Turquía | 2016 |
| Superliga de Turquía | Galatasaray S. K. | Turquía | 2018 |
| Copa de Turquía      | Galatasaray S. K. | Turquía | 2019 |
| Superliga de Turquía | Galatasaray S. K. | Turquía | 2019 |
| Supercopa de Turquía | Galatasaray S. K. | Turquía | 2019 |
| Copa de Noruega      | Molde FK          | Noruega | 2022 |
| Eliteserien          | Molde FK          | Noruega | 2022 |
| Copa de Noruega      | Molde FK          | Noruega | 2023 |